# Vlna veder v západní části Severní Ameriky v roce 2021

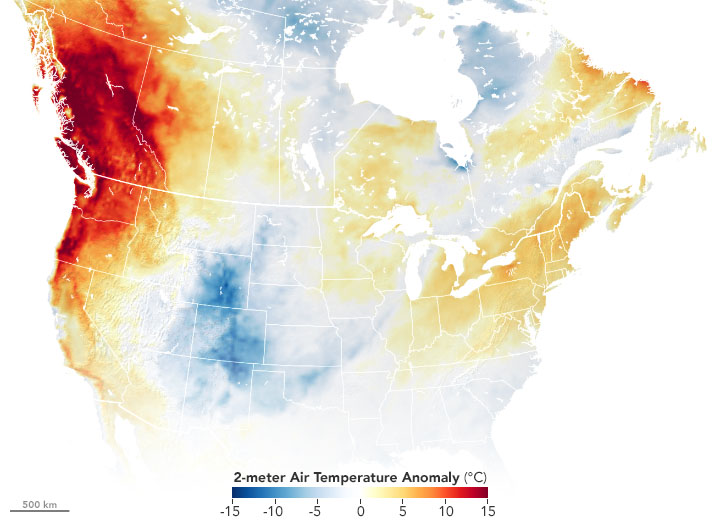
Anomálie teploty vzduchu v Severní Americe 27. června 2021 ve srovnání s výchozím obdobím 2014–2020

Od konce června do poloviny července 2021 postihla velkou část západní části Severní Ameriky extrémní vlna veder, která by bez globálního oteplování způsobeného lidskou činností byla prakticky nemožná. Vedra zasáhla severní Kalifornii, Idaho, západní Nevadu, Oregon a Washington ve Spojených státech, ale také Britskou Kolumbii a v poslední fázi také Albertu, Manitobu, Severozápadní teritoria, Saskatchewan a Yukon v Kanadě. Dostala se také do vnitrozemských oblastí střední a jižní Kalifornie, severozápadní a jižní Nevady a částí Montany, i když teplotní anomálie nebyly tak extrémní jako v oblastech dále na severu.
Vlna veder se objevila v důsledku mimořádně silného hřebene vysokého tlaku soustředěného nad oblastí, jehož síla byla spojována s důsledky klimatických změn. Jejím důsledkem byly jedny z nejvyšších teplot, které kdy byly v oblasti zaznamenány, včetně nejvyšší teploty naměřené v Kanadě – 49,6 °C, a také nejvyšší teploty v Britské Kolumbii, v Severozápadních teritoriích a podle předběžných údajů také ve Washingtonu. Rekordní teploty spojené s vlnou veder sahaly od Oregonu až po severní Manitobu a denní maxima byla zaznamenána až na východě v Labradoru a na jihozápadě v jižní Kalifornii. Nejvíce poruch a škod spojených s extrémní povětrnostní událostí však utrpěl pacifický severozápad.
Vlna veder vyvolala četné rozsáhlé požáry, z nichž některé dosahovaly rozlohy stovek kilometrů čtverečních, což vedlo k rozsáhlým škodám na silnicích. Jeden z nich z velké části zničil Lytton v Britské Kolumbii, vesnici, kde byl zaznamenán teplotní rekord pro Kanadu. Vedra také způsobila škody na silniční a železniční infrastruktuře, vynutila si uzavření podniků, narušila kulturní akce a vyvolala rozsáhlé tání sněhových pokrývek, z nichž některé vyústily v záplavy. Vlna veder také způsobila rozsáhlé škody na úrodě v celém regionu, což pravděpodobně povede k další inflaci celosvětových cen potravin, i když ztráty ještě nebyly vyčísleny.
Přesný počet obětí zatím není znám a stále roste. Předběžné statistiky zveřejněné 6. července koronerskou službou Britské Kolumbie uvádějí, že v této provincii došlo k 610 náhlým úmrtím proti obvyklému průměru, a Alberta zaznamenala v týdnu vlny veder 66 úmrtí navíc proti obvyklému průměru; hlavní koroner Britské Kolumbie později uvedl, že v týdnu od 25. června do 1. července bylo potvrzeno 569 úmrtí z příčin souvisejících s vedry. Ve Spojených státech zemřelo nejméně 116 lidí v Oregonu (z toho 72 v okrese Multnomah, kam patří i Portland), nejméně 112 lidí ve Washingtonu a jeden člověk v Idahu.